# The Stalking Moon
The Stalking Moon is een Amerikaanse western uit 1968 onder regie van Robert Mulligan. Het scenario is gebaseerd op de gelijknamige roman uit 1965 van de Amerikaanse auteur T.V. Olsen.

## Verhaal
Sam Varner is een legerofficier op middelbare leeftijd, die van plan is om zich terug te trekken op een onlangs gekochte boerderij in New Mexico. Tijdens zijn laatste missie moet hij een groep ontsnapte Apachen terughalen naar het reservaat. Onder de indianen bevinden zich de blanke vrouw Sarah Carver en haar zoontje. Ze mogen allebei meereizen met het leger, maar Sarah wil doorreizen naar haar familie in de stad. Onderweg besluit Sam hen beiden mee te nemen naar zijn boerderij. Op dat ogenblik ontdekt hij dat het indianenopperhoofd Salvaje hen op de hielen zit.

## Rolverdeling
| Acteur             | Personage          |
| ------------------ | ------------------ |
| Gregory Peck       | Sam Varner         |
| Eva Marie Saint    | Sarah Carver       |
| Robert Forster     | Nick Tana          |
| Noland Clay        | Jongen             |
| Russell Thorson    | Ned                |
| Frank Silvera      | Majoor             |
| Lonny Chapman      | Purdue             |
| Lou Frizzell       | Stationschef       |
| Henry Beckman      | Sergeant Rudabaugh |
| Charles Tyner      | Dace               |
| Richard Bull       | Arts               |
| Sandy Brown Wyeth  | Rachel             |
| Joaquín Martínez   | Julio              |
| Boyd Morgan        | Shelby             |
| Nathaniel Narcisco | Salvaje            |